# Szatmári béke

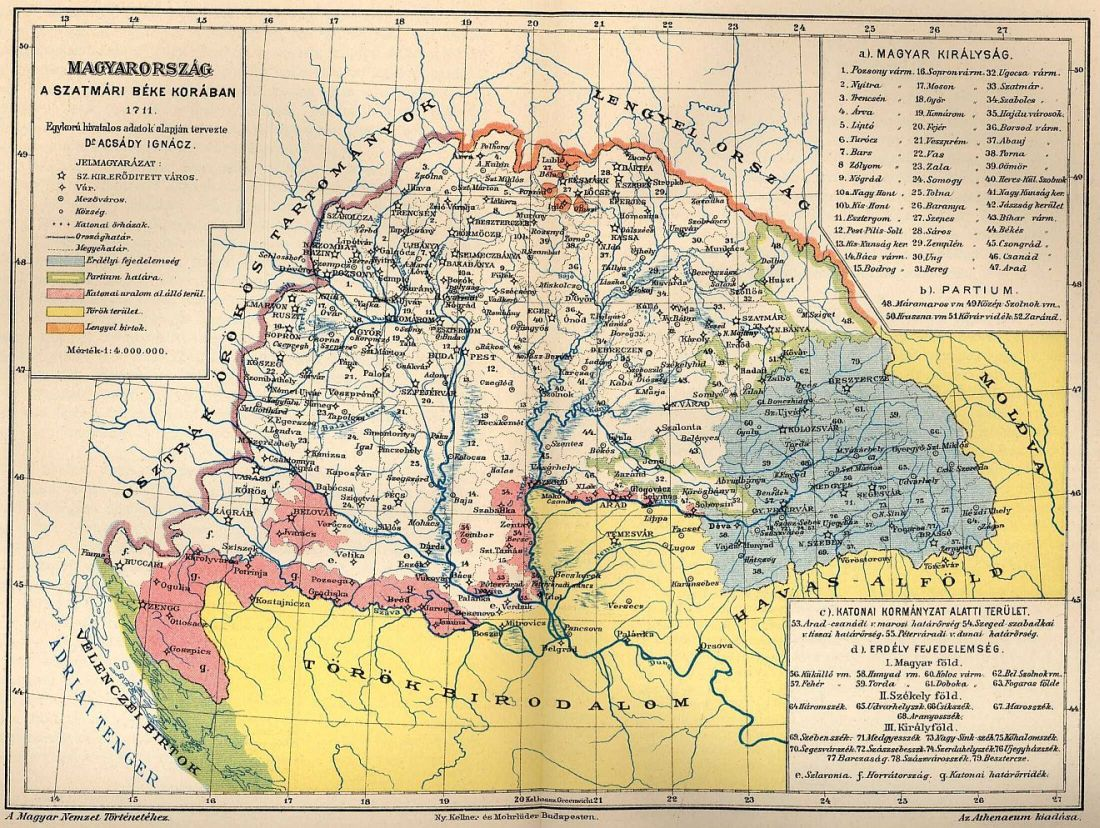
Magyarország a szatmári béke korában

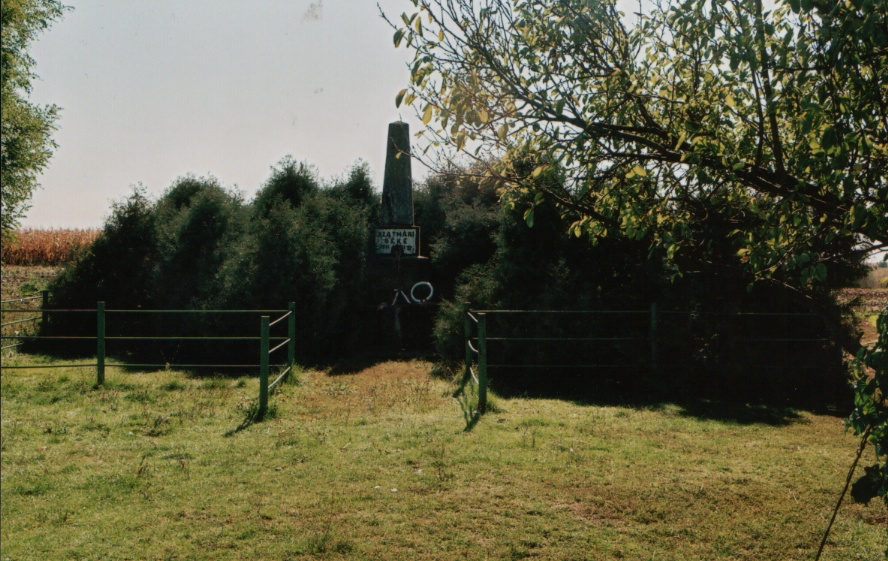
A majtényi kuruc fegyverletételt jelző emlékmű a Kismajtény és Domahida közötti vasútállomás mögött áll(2007)

A szatmári béke a Rákóczi-szabadságharcot lezáró békeszerződés, amelyet 1711. április 29.-30. között Nagykárolyban kötöttek meg Károlyi Sándor a szövetkezett rendek képviseletében III. Károly király megbízottjával, Pálffy János császári főparancsnokkal, mindezt II. Rákóczi Ferenc vezérlő fejedelem távollétében, aki ekkor éppen I. Péter orosz cárral tárgyalt. Ezt követően április 30-án Károlyi Sándor a szövetkezett magyar és erdélyi rendek képviseletében és a demoralizált, rosszul felfegyverzett, bomlófélben lévő kuruc hadak a majtényi síkon végleg letették a fegyvert a labancok előtt. A kuruc nemesek és főtisztek a béke oklevelét május 1-én írták alá. A szabadságharc küzdelmeit lezáró békekötés kimenetele egy kompromisszum lett a rendiség és a felvilágosult abszolutizmus között, amely egészen az 1848-as forradalomig  biztosította Magyarország rendi különállását a Habsburg Birodalmon belül.

## Előzményei
1683-tól a második bécsi ostromot követően a török uralom alóli felszabadító hadjárat során, a Habsburgok meghódíthatták a Magyar Királyság azon területeit, amelyek korábban 1699-ig oszmán felséghatóság alatt voltak. Azonban az osztrákok ellen, akiket pedig eredetileg felszabadítóként fogadtak a magyarok, 1703-ban lázadás tört ki Magyarország északkeleti részén. 1703. május 12. keltezéssel Rákóczi Ferenc fejedelem és Bercsényi Miklós gróf kiadta a „nemes és nemtelen” országlakosokat hadba hívó „Mi Felső-Vadászi Rákóczi Ferenc Fejedelem és Gróff Székesi Bercsényi Miklós…” kezdetű breznai kiáltványt, amellyel elkezdődött a szabadságharc.  

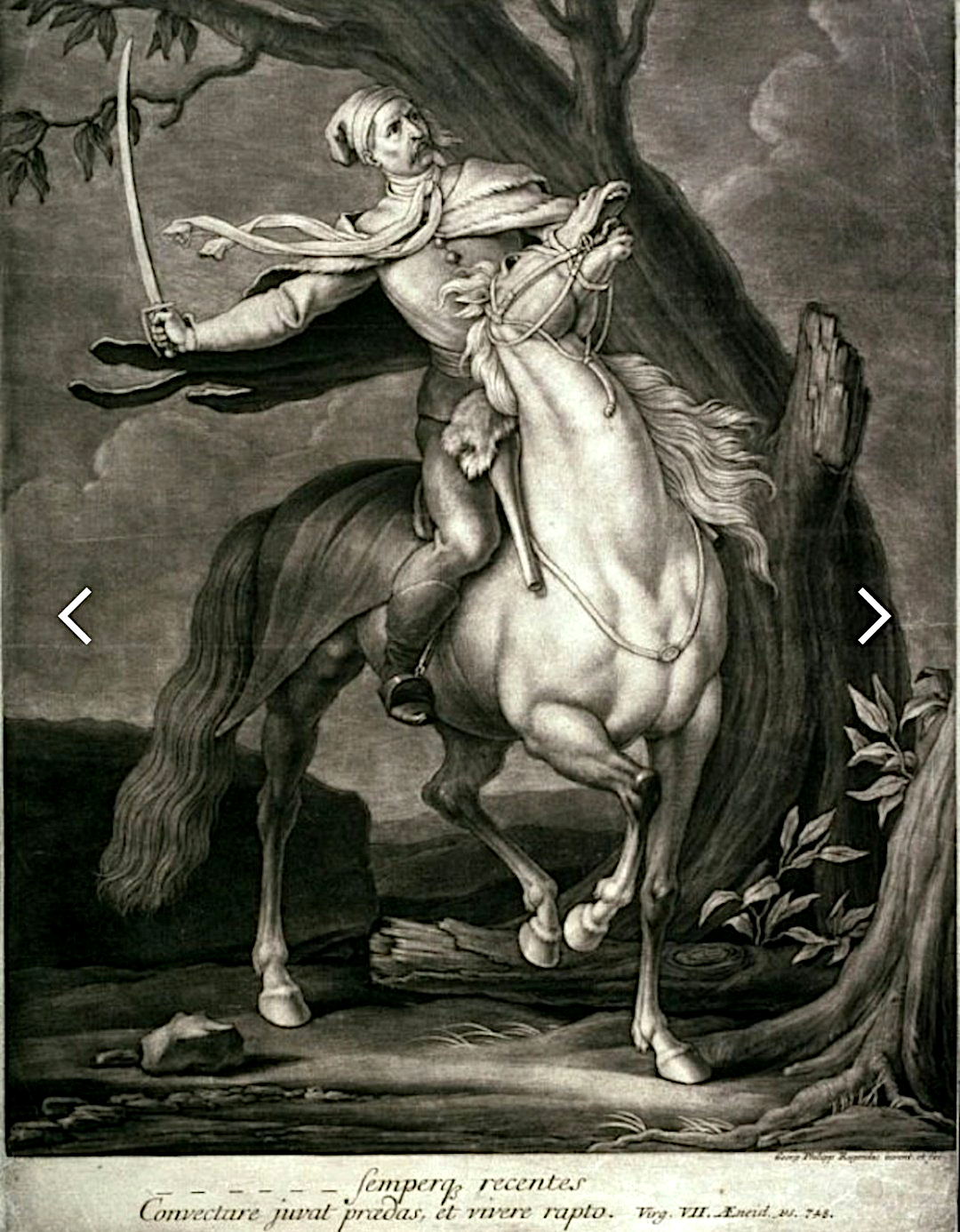
Philipp Rugendas: Kuruc lovas – rézmetszet

I. József magyar király a spanyol örökösödési háború tapasztalatai alapján hajlott a magyarokkal kötendő kompromisszumra. Az Udvari Haditanács elnöke,a törökverő Savoyai Jenő 1710-ben visszarendelte Sigbert Heistert és egy udvarhű magyar főurat, gróf Pálffy János tábornagyot nevezte ki a magyarországi császári haderő élére. A Haditanács rendelkezése értelmében Heisternek azonnal át kellett adnia a hadi pénztárt, a hadi irodát a törzzsel az új császári főparancsnoknak, aki 1710. november 14-én Károlyi Sándorhoz címzett levelében tárgyalásokat kezdeményezett.
Rákóczi engedélyezte Károlyinak, hogy időhúzás céljából kapcsolatba lépjen Pálffyval. Ennek eredményeként 1711. január 13-án nyolcnapi fegyverszünet jött létre a két sereg között, melyet többször meghosszabbítottak.
Január 31-én Vaján, a várkastélyban maga a fejedelem is fogadta Pálffyt, ahol megállapodtak, hogy Pálffy háromheti fegyverszünetet enged, Rákóczi pedig a királyhoz fordul egy levéllel, melyet Károlyi visz föl Bécsbe. 1711. február 21-én a fejedelem Lengyelországba utazott, hogy az orosz cárral tárgyaljon, amely után azonban már soha többé nem tért vissza Magyarországra. Távollétében főparancsnokát, Károlyi Sándort időhúzó tárgyalások folytatására hatalmazta fel.
Károlyi és Pálffy között azonban szélesebb körű megegyezés bontakozott ki, s a kuruc főparancsnok március 14-én elkötelezte magát a békekötés mellett: titokban hűségesküt tett az uralkodóra. Károlyinak vissza kellett tartania a tisztikart az egyéni megadástól, hogy előnyös feltételeket tudjon kiharcolni. Rákóczi és a vitézlő rend maradékai viszont a külső segítségben bizakodva tovább akarták folytatni a küzdelmet. 1711. április 26-án Kassa őrsége, Károlyi rábeszélésének engedve, egyetlen puskalövés nélkül behódolt báró Ebergényi László császári altábornagy seregeinek.

## A békeszerződés ratifikálása

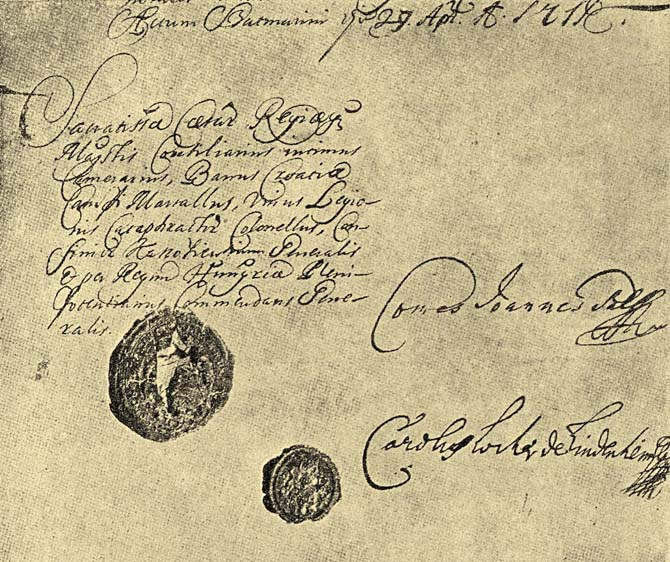
Comes Joannes Pálffy és Carolus Locher de Lindenheim haditanácsos aláírásai az okmányon

Károlyi Szatmárnémetibe gyűlést hívott össze. A béke büntetlenséget ígért a kurucok számára. A szövetkezett magyar rendek 1711. április 27-ikén „gyűltek be a statusok, magyarországiak és erdélyi exulansok Szatmárt a templumban, a ki az előtt prófontház volt ”, ahol Károlyi Sándor nyitotta meg az ülést és a rendek ott elfogadták a békességet, mintsem „számkivetettek legyenek”. Április 29-ikén végleg elkészült a békeokmány szövege, amelyet Pálffy János és Locher Károly haditanácsos alá is irtak. A majtényi síkon április 30-án tették le a kurucok a fegyvereiket és zászlóikat, ahol a 149 zászlót leszúrták a földbe, letették a hűségesküt az akkor már két hete halott I. József német-római császárra, magyar és cseh királyra, ám a fegyvereiket megtarthatták és bántatlanul elvonulhattak.
A nemesség képviselői a szerződést Szatmárnémetiben a Vécsey-palota helyén egykor állt épületben írták alá. Az aláírás támaszául szolgált ún. „szatmári-asztal”-t, amelyre a sátoraljaújhelyi kórház pincéjében találtak rá, ma a füzérradványi Károlyi-kastélyban őrzik. Ugyanott őrzik azt a feszületet is, amely az asztalon állt a békeszerződés aláírásakor.
Az erdélyi és a magyar rendek képviselői, 44 (egyes források szerint 45) kuruc tanácsúr és tiszt, május 1-én írta alá a béke oklevelét, amelyen még az utolsó percekben is javítottak. Pálffy János május 2-án jelentette Savoyai Jenőnek, az Udvari Haditanács elnökének: „Sok fáradsággal, sok jó és rossz szóval s a szövetségesek által újra támasztott kételyek és nehézségek eloszlatása után sikerült elvégre a szerződésbe idemellékelt békepontokat elfogadtatni velük”..
Az okirat ratifikálására május 26-án Bécsben került sor. A leendő új magyar király a Habsburg-házból származó osztrák főherceg III. Károly, 1711. július 20-án erősítette meg ünnepélyesen Barcelonában a megszületett békét. 1712 elején Bécsbe érkezése után, a legelső dolgainak egyike volt Magyarország teljes kibékítése, koronázó országgyűlést hirdetett, majd 1712. május 22-ikén Pozsonyban megtörtént a koronázása. Ez volt az első olyan rendi gyűlés, amelyen az uralkodó és a magyar rendek megkezdték a szatmári megegyezés elvi talaján a közös viszony újraértelmezését.
..így végződött a magyar háború, e békekötéssel, amelynek eredetijét kezeimbe tevék le. Sohasem tulajdonítám ezen eseményt a nemzet könnyelműségének, hűtelenségének, avagy végre személyemtől való elfordulásának: mert hiszen, hogy hozzám ragaszkodott, annak folyvást a legmegindítóbb jeleit adta.
Rákóczi egy zászló alá tudta hívni a különböző vagyoni és társadalmi helyzetben lévő embereket és a magyarok mellett az országban élő nemzetiségeket, köztük a szlovákokat, a románokat és a ruszinokat. Fő célja az volt, hogy diplomáciai eszközökkel elérje a francia–magyar szövetség hivatalossá tételét, Magyarország sorsa pedig egy nemzetközi konferencián dőlhessen el.
Mészáros Kálmán hadtörténész véleménye szerint, Károlyi jó békét kötött Rákóczi ellenében.
Magát a békeokmány egyik eredeti példányát, az Osztrák Állami Levéltárban őrzik. Egy másik ismert eredeti példánya pedig antikváriumi forgalomból a 19. században került a bécsi közgyűjteménybe.

## A szerződés legfontosabb intézkedései
- megkegyelmeznek a szabadságharc résztvevőinek és vezetőinek
- a nemesség megtarthatja kiváltságait, ha hűséget esküszik a Habsburgoknak
- a jobbágyok megtarthatják a kiváltságaikat
- vallásszabadságot ígérnek
- Magyarország és Erdély alkotmányának tiszteletben tartását

Rákóczi nem hajlandó erre, ezért Lengyelországba, majd Franciaországba, végül Törökországba ment száműzetésbe. Itt politikai okok miatt Rodostóba (ma Tekirdağ) száműzik.
Ez a béke egy kompromisszum, ahol a magyarok elfogadják a Habsburgok érvényesülését, mely előnyösebb volt a nemzeti önállóság fejlődése érdekében, mint a török hódoltság.
A Habsburgok ennek érdekében lemondanak az abszolutizmusról, fenntartották Magyarország és Erdély alkotmányát, de nem egyesítették a két országrészt.

## A szatmári béke eredményei
- Közkegyelmet biztosított.
- A kuruc sereg május 1-jén letette zászlóit a majtényi síkon, a katonák fegyvereiket megtartva hazatérhettek.
- A király szavatolta Magyarország és Erdély szabadságjogait.
- Ígéretet tett az alkotmány visszaállítására, a szabad vallásgyakorlatra, az országgyűlés összehívására.
- A rendeket sértő idegen intézményeket és méltóságokat megszüntették.

## Képek

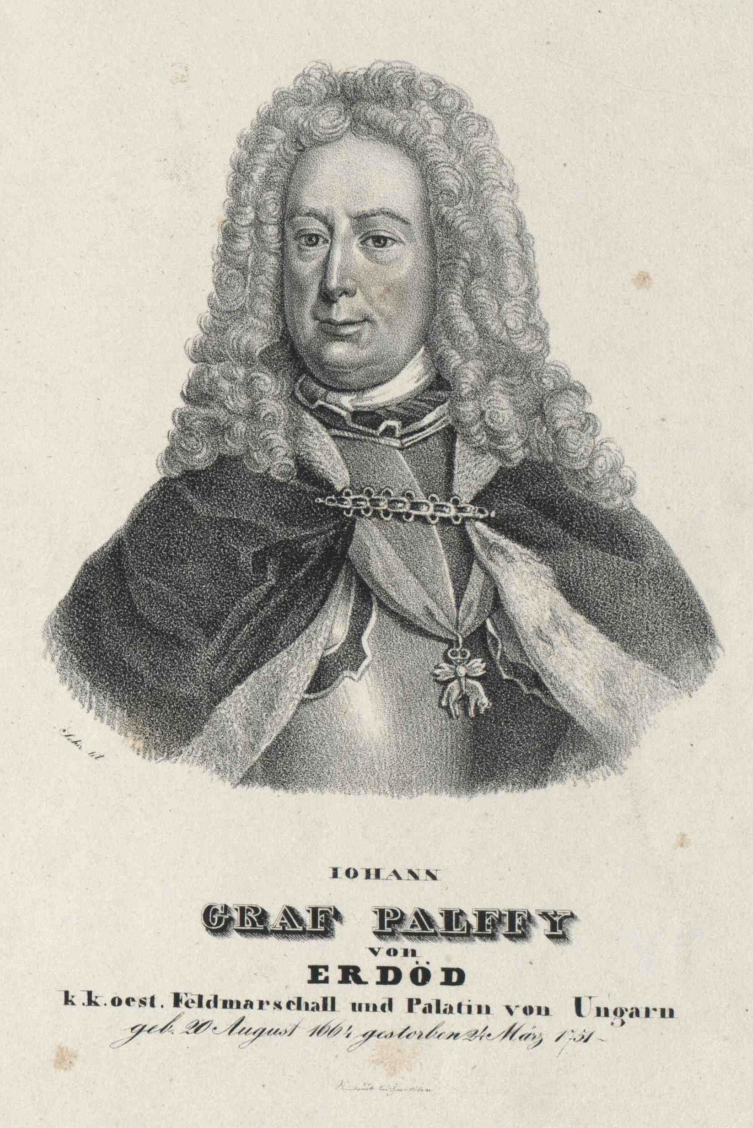
Gróf Pálffy János tábornagy a magyarországi császári erők fővezére
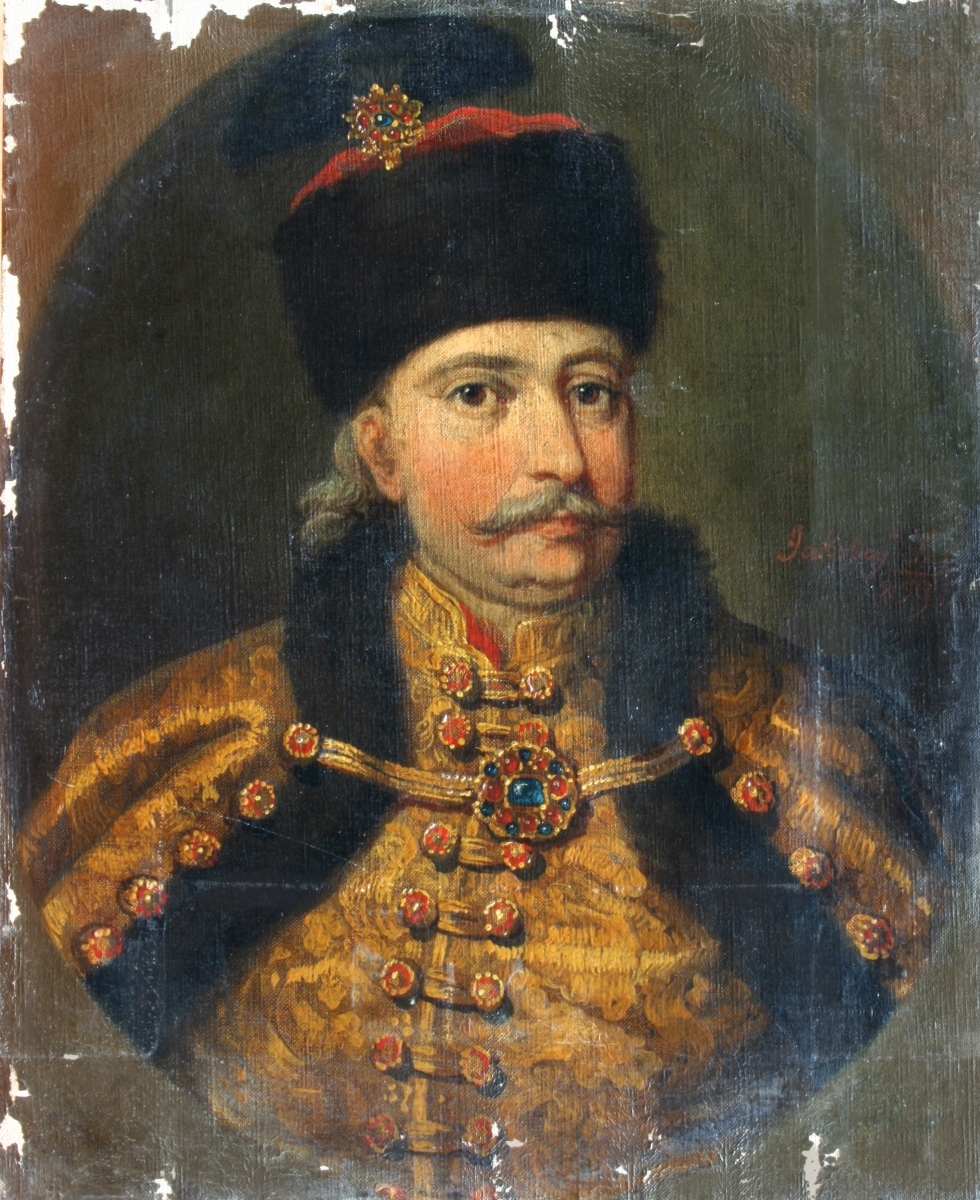
Gróf Károlyi Sándor a kuruc felkelés kezdetén labanc hadvezér, majd először kuruc mezei generális, utóbb kuruc főparancsnok, később ismét labanc császári-királyi tábornagy
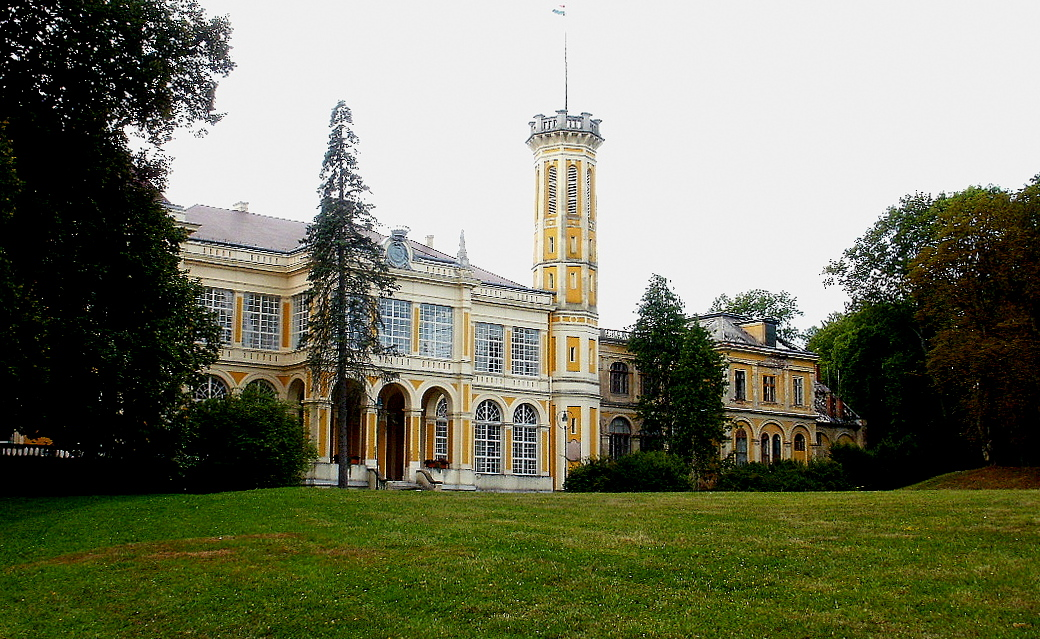
A füzérradványi Károlyi-kastély
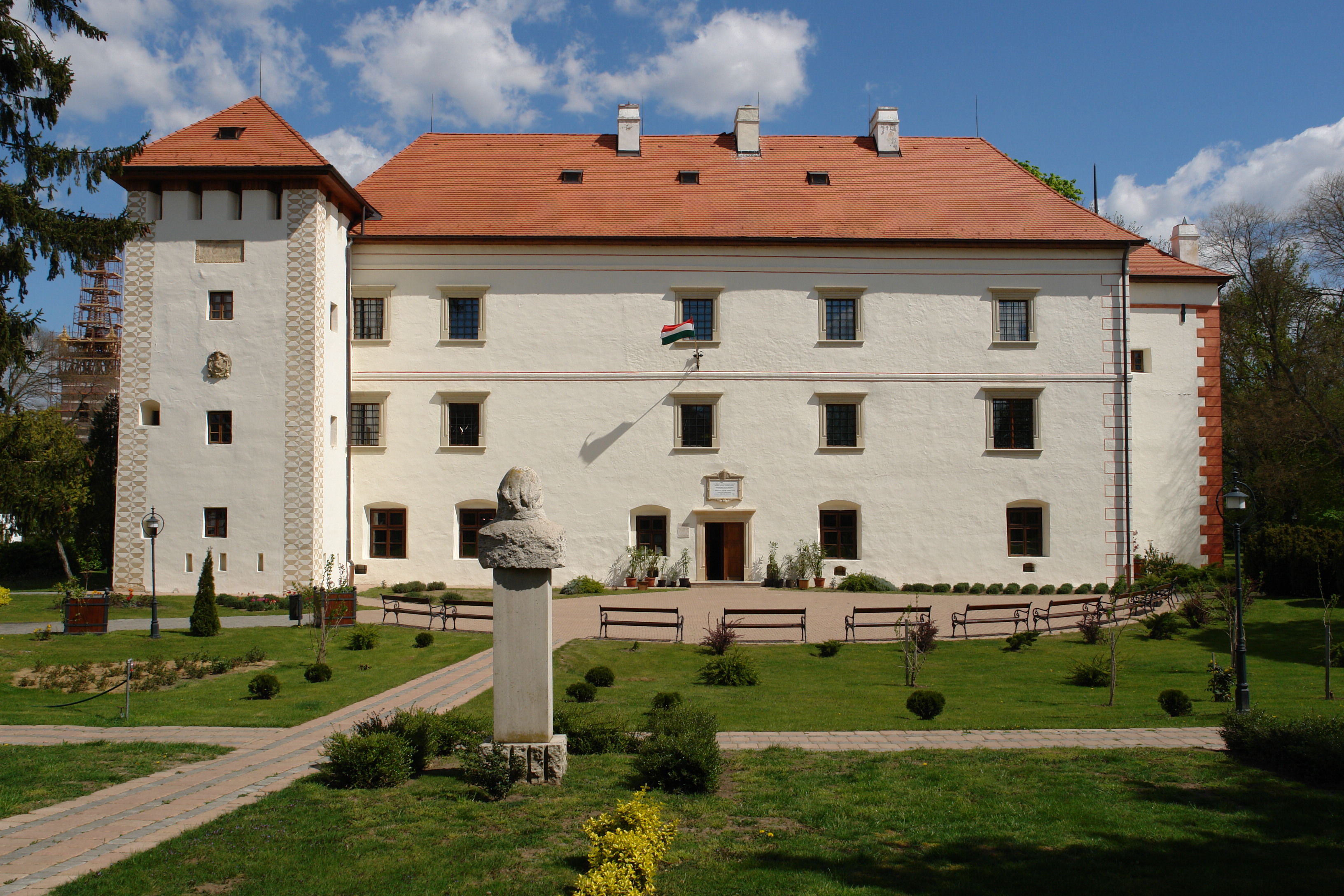
A vajai várkastély
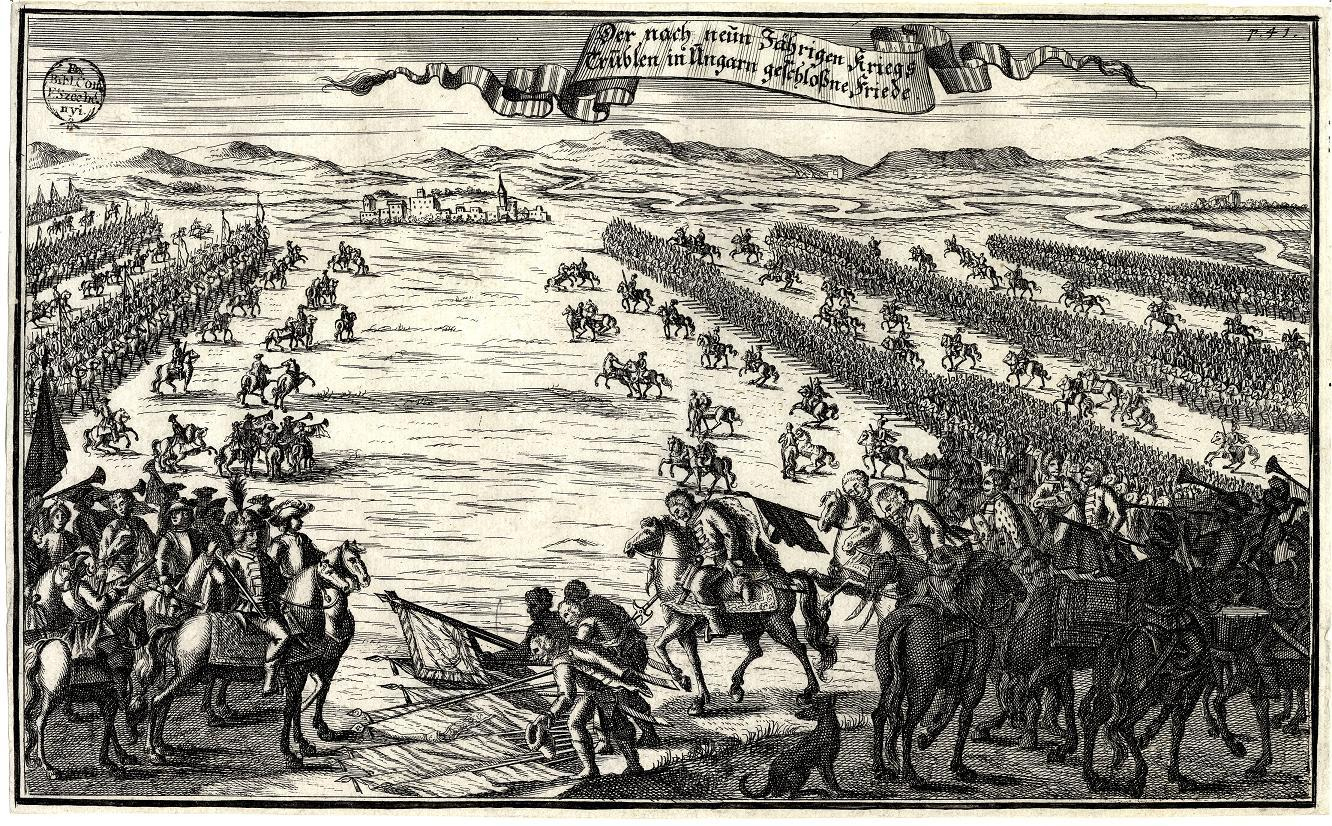
A kuruc fegyverletétel Kis- és Nagymajtény falvaktól északra, ahol a szabad mezőn a mintegy 12 000 fős kuruc sereg a földbe-szúrt száznegyvenkilenc zászlót
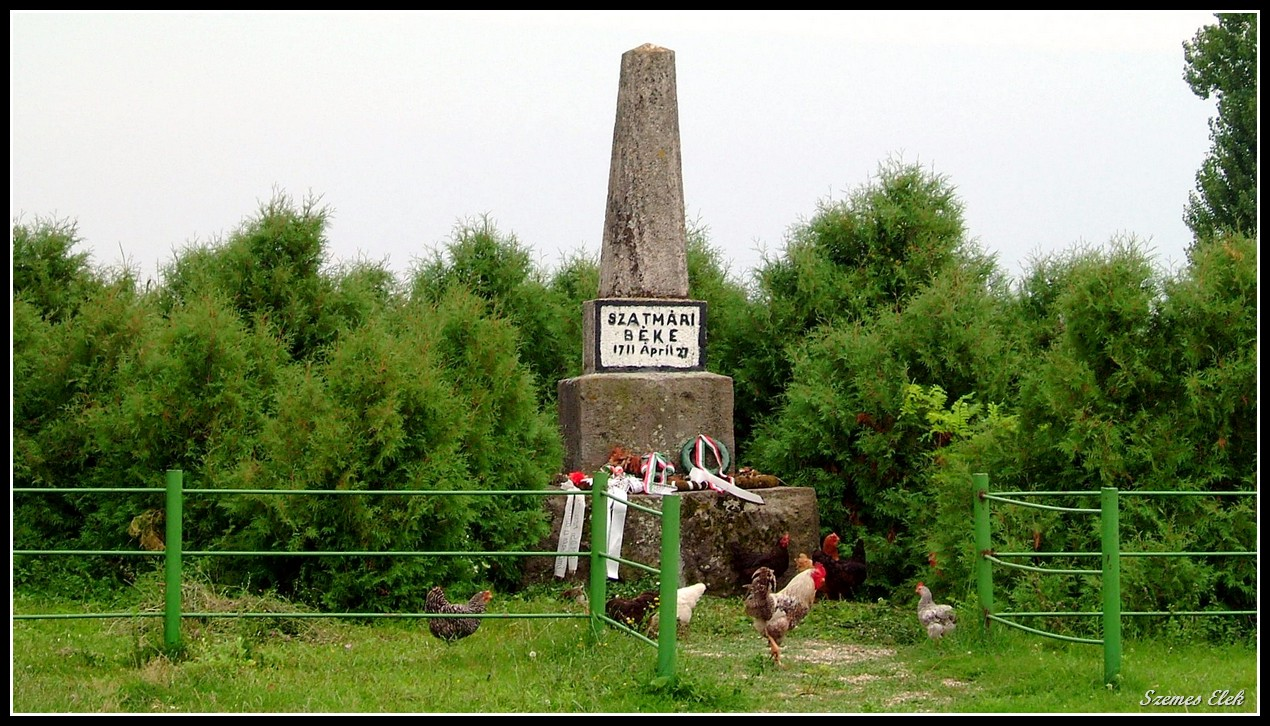
A szatmári béke emlékműve, Kismajtény (2004)
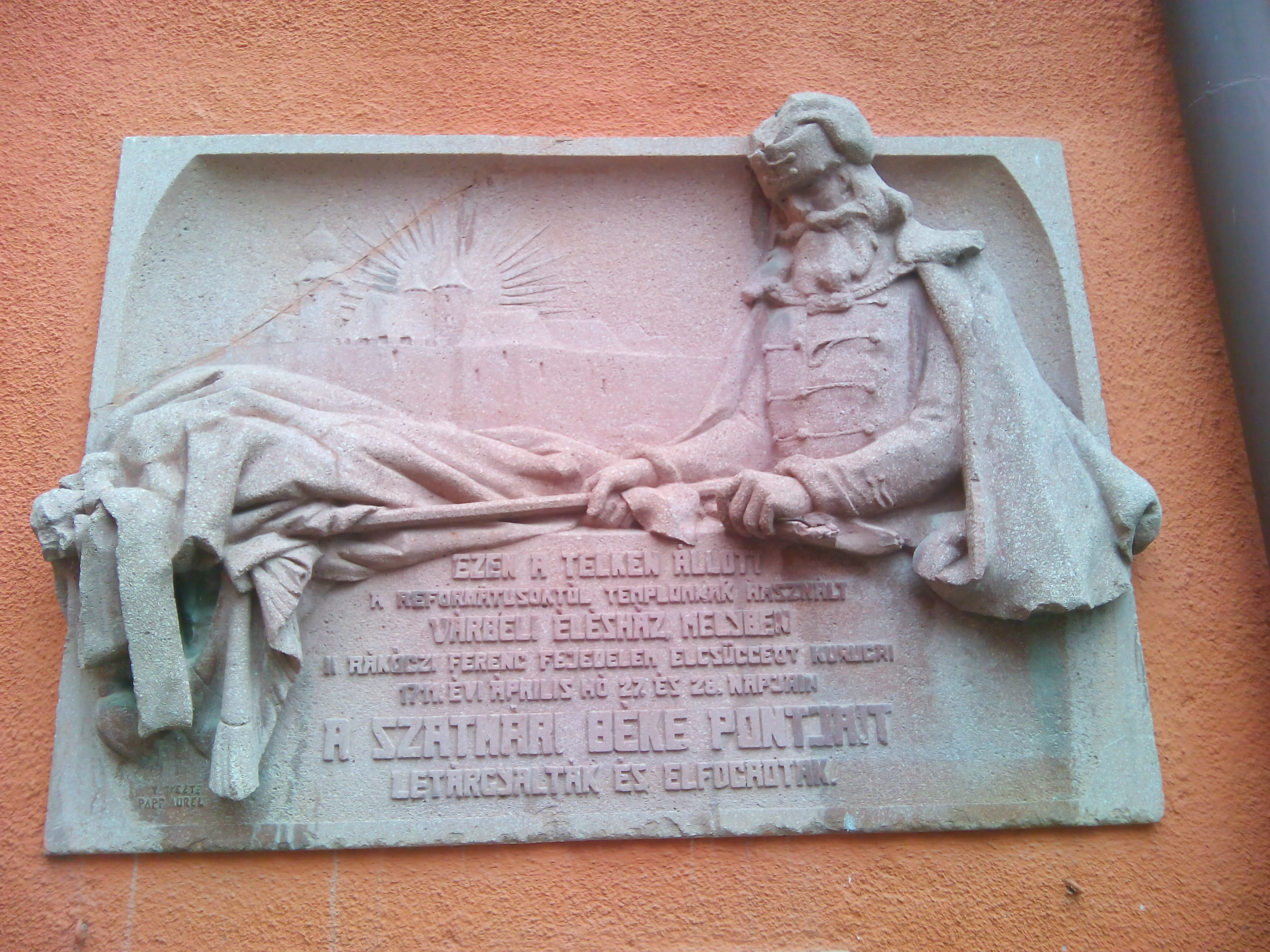
Papp Aurél által alkotott emléktábla a szatmárnémeti Vécsey-palota falán
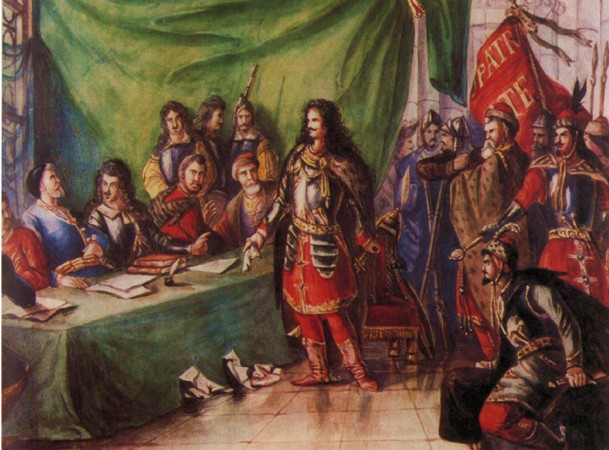
Than Mór: Rákóczi visszautasítja a szatmári békét
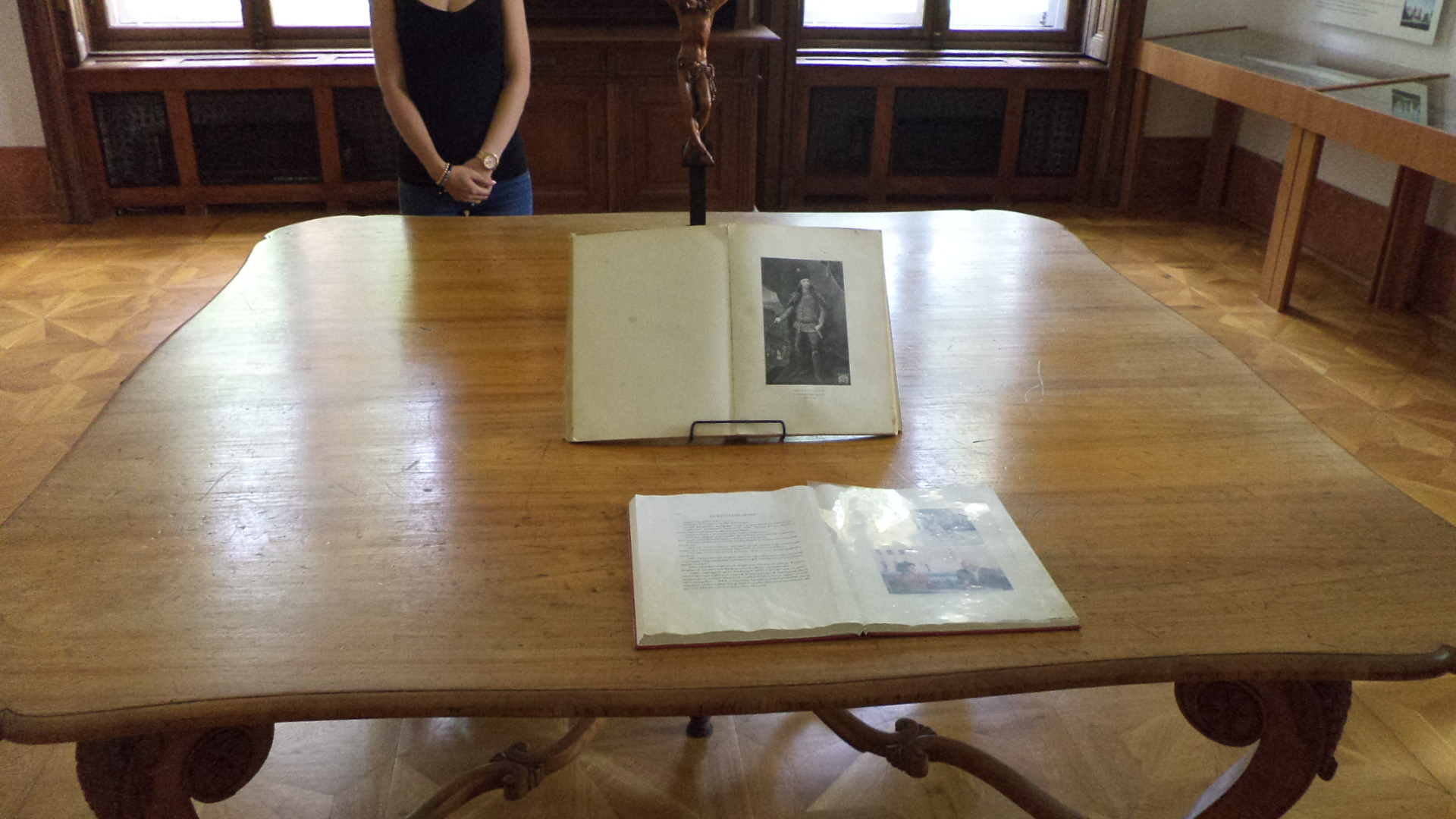
A „szatmári asztal” a füzérradványi Károlyi-kastélyban